# Yawovi Agboyibo
Yawovi Agboyibo (Kouvé, 31 dicembre 1943 – Parigi, 30 maggio 2020) è stato un politico togolese.
Fu Primo ministro del Togo dal settembre 2006 al dicembre 2007. Aderì al Comitato d'Azione per il Rinnovamento.